# 哈娜·曼德利科娃
曼德利可娃（捷克語：Hana Mandlíková，1962年2月19日—），生于捷克斯洛伐克时期首都布拉格市，已退役的捷克女子網球員，4座大满贯桂冠得主，单打最高世界排名第3，国际网球名人堂成员。
她是4項大滿貫女單得主（1980年和1987年澳網、1981年法網和1985年美網），WTA世界排名最高第三位。由於傷患和失信心的緣故，她在28歲（1990年）退出網壇。
她曾在1980-81年期間跨年度的连续4项大满贯均决赛。（1980年美網 -  1980年澳網 - 1981年法網 - 1981年溫布頓）
1994年，她被引薦進入國際網球名人堂（International Tennis Hall of Fame）。
她是2005年美國TENNIS雜誌評出最偉大的40位球員中的第33位。
她現在是澳大利亚公民。

## 少年時代
曼德利可娃是1978年ITF少年組女子世界冠軍，也是首個獲此殊榮的女網運動員。

## 大滿貫

### 女單冠軍（4）
| 年份 | 比賽 | 場地 | 決賽對手      | 對手國籍 | 勝方比分      |
| ---- | ---- | ---- | ------------- | -------- | ------------- |
| 1980 | 澳網 | 草地 | 温迪·特恩布尔 |          | 6-0, 7-5      |
| 1981 | 法網 |      | 哈尼卡        | 西德     | 6-2, 6-4      |
| 1985 | 美網 | 硬地 | 纳芙拉蒂洛娃  | 美国     | 7-6, 1-6, 7-6 |
| 1987 | 澳網 | 草地 | 纳芙拉蒂洛娃  | 美国     | 7-5, 7-6      |

### 女單亞軍（4）
| 年份 | 比賽 | 場地 | 決賽對手     | 對手國籍 | 勝方比分      |
| ---- | ---- | ---- | ------------ | -------- | ------------- |
| 1980 | 美網 | 硬地 | 埃弗特       | 美国     | 5-7, 6-1, 6-1 |
| 1981 |      | 草地 | 埃弗特       | 美国     | 6-2, 6-2      |
| 1982 | 美網 | 硬地 | 埃弗特       | 美国     | 6-3, 6-1      |
| 1986 |      | 草地 | 纳芙拉蒂洛娃 | 美国     | 7-6, 6-3      |

## WTA巡迴賽

### 單打冠軍（27）
- 1978 (2) - 米蘭、阿德莱德
- 1979 (5) - 蒙特利爾（未來賽）、基茨比厄爾、阿德莱德、悉尼、墨爾本
- 1980 (6) - 新澤西 Mahwah、亞特蘭大、斯德哥爾摩、阿姆斯特丹、澳網、阿德莱德
- 1981 (3) - 法網、休斯敦、新澤西 Mahwah
- 1984 (5) - 華盛頓、加州奧克蘭、休斯敦、達拉斯、波士頓
- 1985 (3) - 加州奧克蘭、美國室內賽、美網
- 1987 (3) - 布里斯班、澳網、華盛頓